# Ovula ovum
Espèce
Ovula ovum est une espèce de mollusques gastéropodes de la famille des Ovulidae.

## Description
Ce coquillage mesure en moyenne 7,5 cm. Sa coquille est blanche très brillante à l'extérieur et rouge sombre à l'intérieur.

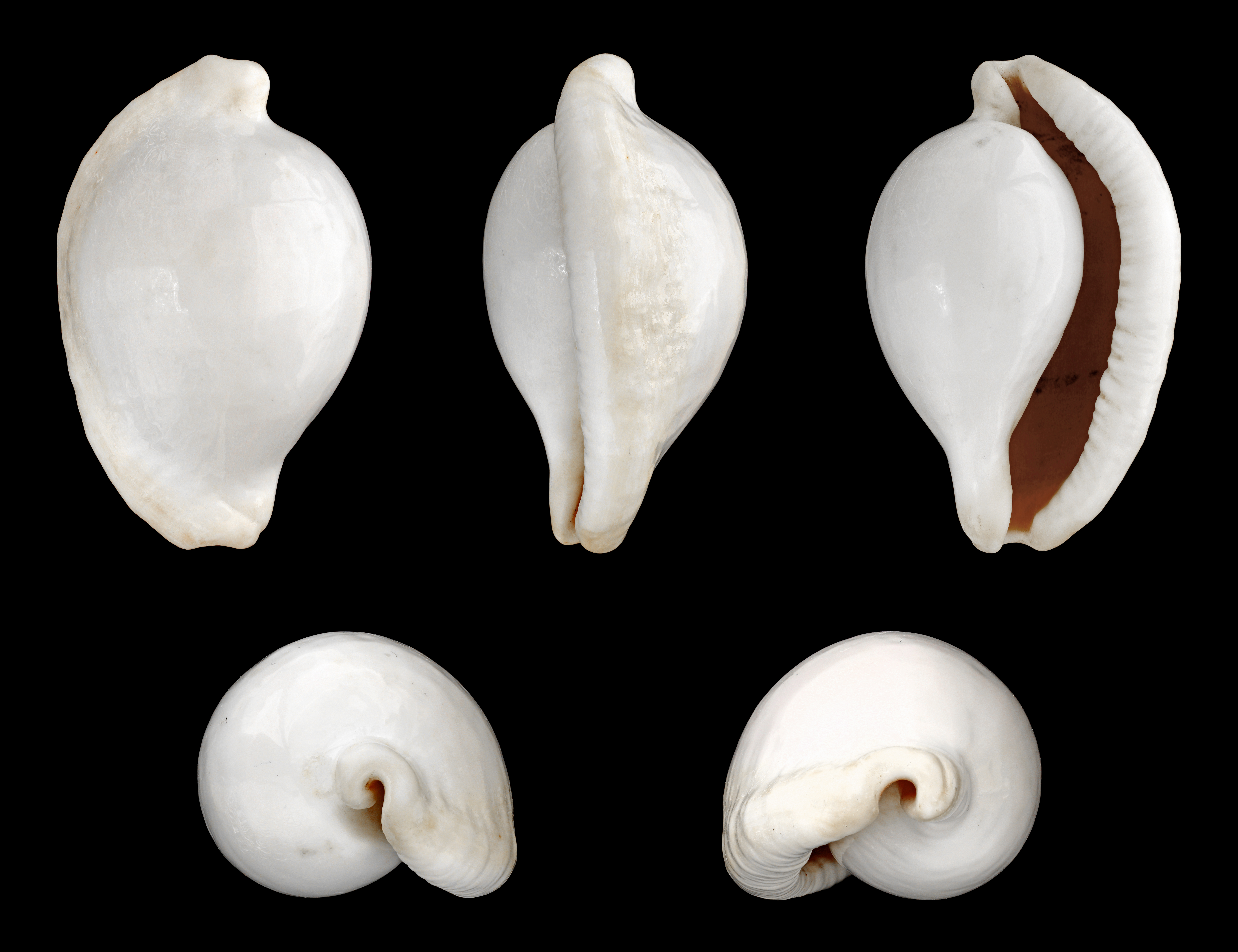
Coquille d'Ovula ovum

## Alimentation
Ce mollusque se nourrit d'éponges et de coraux noirs.

## Répartition
- Océans Indien et Pacifique, à l'étage infralittoral supérieur.